# Kuznețivka, Rozivka
Kuznețivka (în ucraineană Кузнецівка, în germană Wickerau) este localitatea de reședință a comunei Kuznețivka din raionul Rozivka, regiunea Zaporijjea, Ucraina. Satul a fost locuit de germanii pontici.  

## Demografie
Componența lingvistică a localității Kuznețivka
     Ucraineană (79,78%)
     Rusă (19,67%)
     Alte limbi (0,55%)
Conform recensământului din 2001, majoritatea populației localității Kuznețivka era vorbitoare de ucraineană (79,78%), existând în minoritate și vorbitori de rusă (19,67%).